# Grin Verlag
Der Grin Verlag ist ein Unternehmen mit Sitz in München und Ravensburg, das sich auf die Publikation von Hochschulschriften und anderen  Haus-, Schul- und Universitätsarbeiten spezialisiert hat. Die Publikation erfolgt als E-Book oder auch als Print-Buch. Er unterhält für Publikationen im Internet  Portale wie Grin.com, Hausarbeiten.de oder Diplomarbeiten24.de.

## Geschichte
Der Grin Verlag wurde 1998 gegründet und 2007 als Unternehmen in München eingetragen. Am 1. Juli 2008 erwarb die Norderstedter Books on Demand GmbH, mit der Grin seit 2006 zur Buchveröffentlichung von online eingestellten Texten kooperiert, eine Minderheitsbeteiligung an der Grin Verlag GmbH. Der Verlag ist ein Unternehmen der K5 Publishing.

## Geschäftsmodell
Das Unternehmen stellte nach eigenen Angaben bis Mai 2018 198.500 Schul- und Universitätsarbeiten ins Netz. Es bietet auch Print-on-Demand-Veröffentlichung der Arbeiten mit ISBN-Vergabe an. Jede Arbeit wird so gedruckt, wie der Autor sie als Word- oder PDF-Datei einreicht, eine Lektorierung findet nicht statt. 
Die Autoren müssen dem Verlag alle Rechte als ausschließliche, räumlich und zeitlich unbeschränkte Nutzungsrechte einräumen. Für die Herstellung und den Vertrieb werden 50 Euro mit etwaigen Verkaufserlösen der Print-On-Demand-Version verrechnet. Der Autor erhält 10 bis 40 % des Nettoverkaufspreises. Hausarbeiten, Referate, Bachelorarbeiten und Masterarbeiten werden neben grin.com auch auf den Websiten Hausarbeiten.de, Examicus.de und Diplomarbeiten24.de akquiriert.